# Жараспай
Жараспа́й (каз. Жараспай) — село у складі Нуринського району Карагандинської області Казахстану. Адміністративний центр та єдиний населений пункт Жараспайського сільського округу.
Населення — 394 особи (2021; 599 у 2009, 1030 у 1999, 1358 у 1989).
Національний склад станом на 1989 рік:
- казахи — 63 %.